# Anomalia de Ionização Equatorial
A Anomalia de Ionização Equatorial (EIA), também conhecida como Anomalia de Appleton, é caracterizada por uma aumento da densidade eletrônica da região F ionosférica nas regiões de baixas latitudes, assim como uma região de diminuição da densidade eletrônica na região equatorial. 

## Formação
A ionosfera é formada a partir do processo de fotoionização da radiação solar, logo se esperaria que na região equatorial apresentasse um pico de densidade eletrônica, pois neste setor existe uma maior incidência de fótons solares por unidade de área, entretanto este comportamento não ocorre, a resposta a este comportamento anômalo do plasma ionosférico pode ser respondido através de que na região equatorial as linhas de campo geomagnético se encontram quase que horizontais a superfície terrestre, este campo magnético em interação com o campo elétrico zonal, este é produzido através dos ventos neutros, causa uma deriva eletromagnética vertical.
A velocidade da deriva vertical é calculada a partir da equação abaixo: 
Esta deriva eletromagnética, durante o dia, eleva o plasma ionosférico para altas altitudes, entretanto devido a ação dos gradientes de pressão e dos efeitos gravitacionais, o plasma flui, através das linhas de campo geomagnético se concentrando em regiões de baixas latitudes (~15° latitude magnética). Logo obtemos a Anomalia de Ionização Equatorial (EIA), obtendo duas regiões de máximo de densidade eletrônica em baixas latitudes, também conhecidas como cristas da anomalia. Os ventos meridionais podem causar uma assimetria nas cristas da anomalia. As tempestades magnéticas podem causar uma intensificação do EIA ou sua total inibição, dependendo do horário de início da fase principal da tempestade